# Ujiji
Ujiji é uma cidade localizada na parte mais ocidental da Tanzânia. Foi estabelecida por Arabes como um importante entreposto na rota das caravanas de escravos.
Richard Francis Burton e John Hanning Speke estiveram lá em 1858, em sua expedição à procura da nascente do Nilo
Foi onde David Livingstone e Henry Stanley se encontraram em 1871.